# Aeroportul Municipal Sault Ste. Marie
Aeroportul Municipal Sault Ste. Marie (IATA: SSM, ICAO: KANJ, FAA LID: ANJ) este un aeroport din Michigan, Statele Unite ale Americii ce deservește zona Sault Sainte Marie. Aeroportul a fost tranzitat în 2019 de 14 pasageri. A fost numit după zona deservită.
Situat la o altitudine de 218 m, aeroportul dispune de 1 pistă.

## Infrastructură

### Piste
Aeroportul dispune de o singură pistă. Pista 14/32 are suprafața de asfalt și dimensiunile 5.234 picioare × 100 picioare. 